# Nitroprussiato di sodio
Il nitroprussiato di sodio è un sale complesso di ferro (III), cianuro e sodio. A temperatura ambiente si presenta come un solido cristallino rosso inodore. È un composto tossico e potente vasodilatatore.

## Farmacologia
Il nitroprussiato sodico agisce come vasodilatatore su arteriole e, in maniera minore, sulle venule fungendo da donatore di monossido di azoto (NO). Per questa sua attività, come il diazossido, è somministrato per via endovenosa nei casi di emergenze ipertensive. Il meccanismo d'azione prevede la cessione diretta di NO, al contrario della Nitroglicerina dove la cessione di monossido d'azoto è operata da una reazione di ossidoriduzione con glutatione. L'NO poi attiva nelle cellule muscolari lisce la guanilato ciclasi che ciclizza il GTP a dare GMP ciclico. Il GMP ciclico (cGMP) quindi, tramite la protein chinasi cGMP-dipendente (PKG) stimola il movimento di calcio dal citoplasma al reticolo sarcoplasmatico diminuendo quindi la concentrazione di calcio citosolico a disposizione per la calmodulina e inducendo rilassamento muscolare. 
Il monossido d'azoto è un gas che, in vivo, presenta un'emivita molto breve, pertanto dopo essersi formato a partire dal nitroprussiato nel torrente circolatorio agisce nelle immediate vicinanze sulla muscolatura liscia vasale. Pertanto, essendo il suo metabolismo rapido, si predilige la somministrazione continua: ha effetto dopo circa 30 secondi e un picco dopo 2 minuti dalla somministrazione.

### Effetti
Nel complesso, quindi, l'attività farmacologica del nitroprussiato è data dalla vasodilatazione a livello periferico di arteriole, vasi di resistenza, e delle venule, vasi di capacitanza. Ne derivano una diminuzione delle resistenze vascolari periferiche, quindi del postcarico, ed un minor ritorno venoso, quindi una riduzione del precarico. La somma di questi effetti comporta una marcata riduzione della pressione arteriosa.

### Tossicità ed effetti avversi
- Acidosi lattica indotta da tiocianato, che si forma dopo metabolizzazione nel fegato del cianuro, prodotto sotto stimolazione del farmaco;
- Crisi ipertensiva alla sospensione del farmaco (che deve essere quindi graduale);
- Alterazione del rapporto pressione/perfusione, con peggioramento dell'ipossia di origine polmonare.

### Usi
Viene adoperato come farmaco in caso di:
- Crisi ipertensive: come da feocromocitoma, o un paziente iperteso in ospedale curato con infusione continua;
- Interventi chirurgici, dove è necessaria ipotensione marcata (cardiochirurgia, neurochirurgia);
- Dissezione aortica: in associazione con β-bloccanti per ridurre l'ipertensione.

## Altri impieghi
Viene usato anche in anestesia generale per eseguire interventi in ipotensione controllata; è fotosensibile.
Il nitroprussiato sodico viene impiegato in chimica analitica, quale catalizzatore nella reazione di Berthelot, per la determinazione dello ione ammonio.